# Nasser Makarem Shirazi
Pour les articles homonymes, voir Shirazi.
Nasser Makarem Shirazi (en persan : ناصر مکارم شیرازی), né le 25 février 1927 à Chiraz, est l'un des plus influents ayatollahs en Iran. Il est un guide spirituel pour de nombreux musulmans chiites duodécimains.

## Biographie

### Débuts
Il est né et a grandi dans une famille religieuse. Il termine ses études primaires et secondaires à Chiraz.
Nasser Makarem Shirazi commence ses études islamiques à l’école « Aqa Babakhane » de Chiraz à l'âge de 14 ans et dans un courte période de temps, il termine les études préliminaires telles que la grammaire, la morphologie, la logique, et de la rhétorique, qui sont nécessaires pour passer au niveau supérieur d'études islamiques. Ensuite, il étudie sur la jurisprudence et la science des Usul al-Fiqh. Il termine ses études préliminaires, moyennes et supérieures en quatre ans. À l’âge de dix ans, il est admis au séminaire islamique de Qom, ville où il étudie pendant presque cinq ans. Il étudie auprès de l'ayatollah Hossein Tabatabai Borujerdi.

### À Nadjaf (Irak)
En 1950, Nasser Makarim Shirazi émigre à Nadjaf (en Irak). Là-bas, il est admis au séminaire scientifique de la ville. Ses professeurs sont Muhsin al-Hakim (en), Abu al-Qasim al-Khoei, Abd al-Hadi al-Shirazi (en) et d’autres professeurs de l’époque.
À l’âge de vingt quatre ans, il obtient l'ijtihad par deux ayatollahs de Nadjaf.

### Retour à Qom
En 1950, il regagne Qom. Il dispense des cours d'usul al-fiqh et de la jurisprudence au niveau supérieur. Il joue un rôle important dans la Révolution islamique en Iran.
Shirazi est décrit comme un conservateur. Lors des manifestations consécutives à la mort de Mahsa Amini en 2022-2023, il critique l'approche répressive du gouvernement sur la « question du hijab ».

## Principaux ouvrages
- Problèmes sexuels de la jeunesse
- Le message du Coran
- Universal gouvernement du Mahdi
- Cinquante leçons de principes de croyance pour les jeunes
- La vie sous la grâce de l'éthique
- Commentaire sur le Coran (Tafsir Nemooneh)